# 스틸 매카이

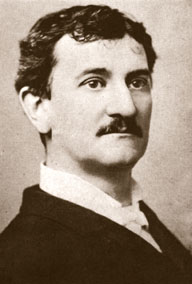

스틸 매카이(Steele MacKaye, 1842년 6월 6일 ~ 1894년 2월 25일)는 미국의 극작가, 배우, 극장 관리인, 발명가이다. 연기, 각본, 감독을 하고 수많은 유명한 연극을 제작하였으며 그의 세대에서 가장 유명한 배우이자 시어터 프로듀서들 중 한 명이 되었다.
뉴욕주 버펄로에서 태어났다. 1894년 2월 앓아눕게 되면서 의사들은 더 따뜻한 기후의 지역으로 옮기게 했다. 2월 22일 시카고를 떠나 샌디에이고로 향하는 개인 열차를 탔다. 2월 25일 건강이 급속도로 나빠져 그날 오전 7시 45분에 사망했다.